# Salvilla

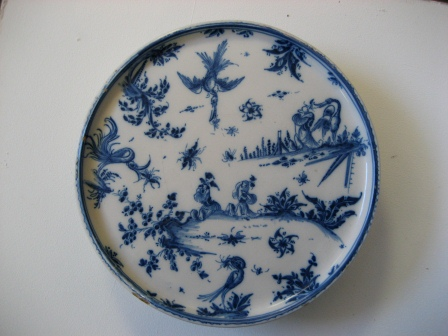
Salvilla de loza fina con decoración chinesca (hacia 1735). Real Fábrica de Alcora.

Salvilla o salva, se llama al plato en forma de copa o bandeja con pie de peana, usado como soporte para otros recipientes más pequeños. Una definición más técnica lo presenta como recipiente de pie destacado y cuerpo superior plano, cuya relación entre altura y diámetro es de un cuarto, siendo aquella de cinco a quince cm y el diámetro del plato de 20 a 35 cm.
Todas las definiciones coinciden en que su función es la de servir de bandeja, si bien en muchas de ellas se da referencia de la bandeja cuadrangular, con molduras para encajar vasos, tazas, jícaras y vasijas similares. En parte de Hispanoámerica se le llama salvilla a las angarillas o juego de vinagreras. El equivalente francés es "plato «cabaret»".

## Salvillas en la literatura[3]
Una criada toda azorada retira el capón en el plato de su salsa; al pasar sobre mí hace una pequeña inclinación, y una lluvia maléfica de grasa desciende, como el rocío sobre los prados, a dejar eternas huellas en mi pantalón color de perla; la angustia y el aturdimiento de la criada no conocen término; retírase atolondrada sin acertar con las excusas; al volverse tropieza con el criado que traía una docena de platos limpios y una salvilla con las copas para los vinos generosos, y toda aquella máquina viene al suelo con el más horroroso estruendo y confusión.
Mariano José de Larra en El castellano viejo.

## Tipología

Salvillas en bodegones españoles
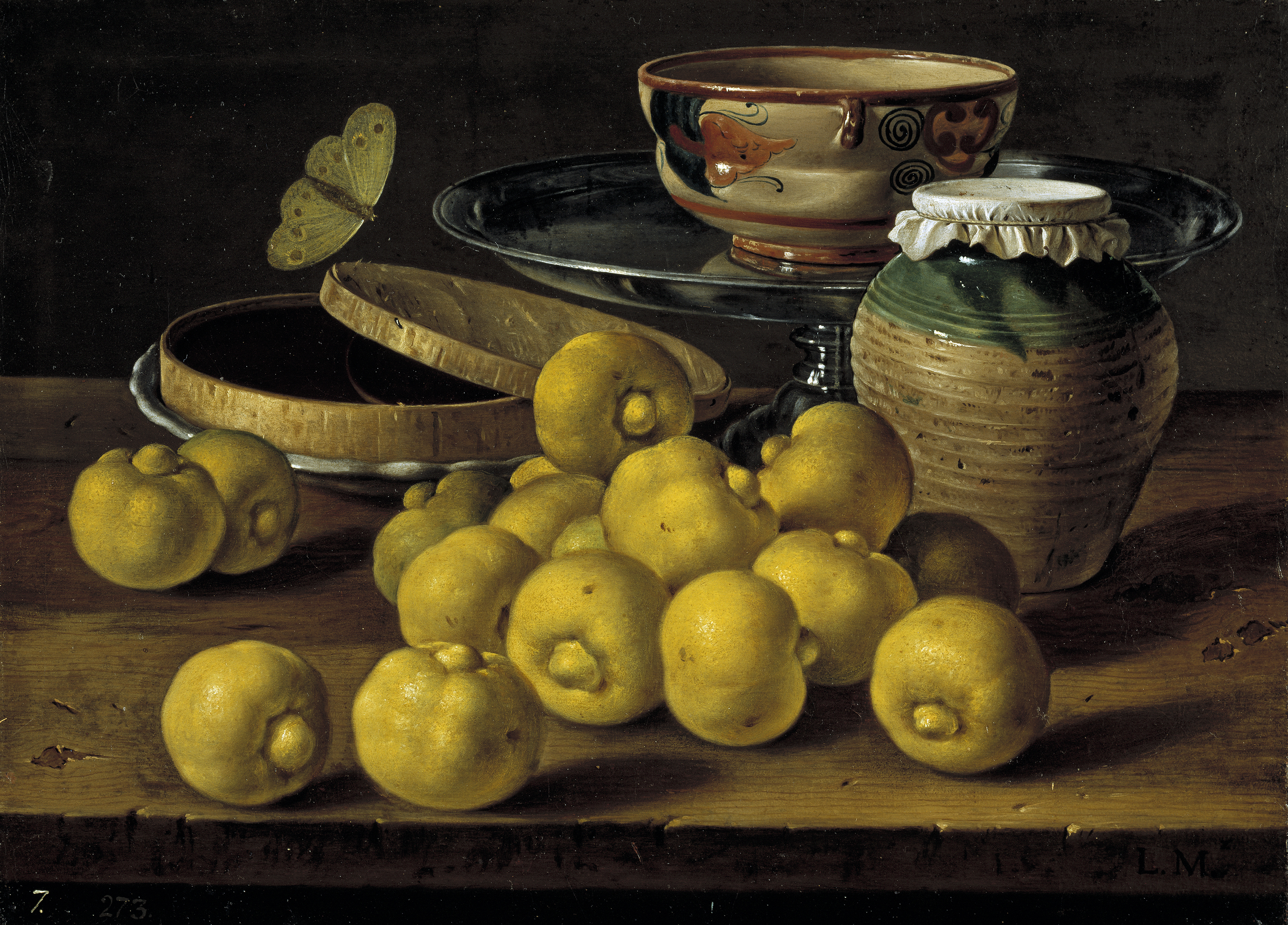
Bodegón de Luis Meléndez, Museo del Prado (Madrid). En segundo plano, tras la orza mielera, una salvilla de peltre sobre la que hay una vasija de loza mexicana.
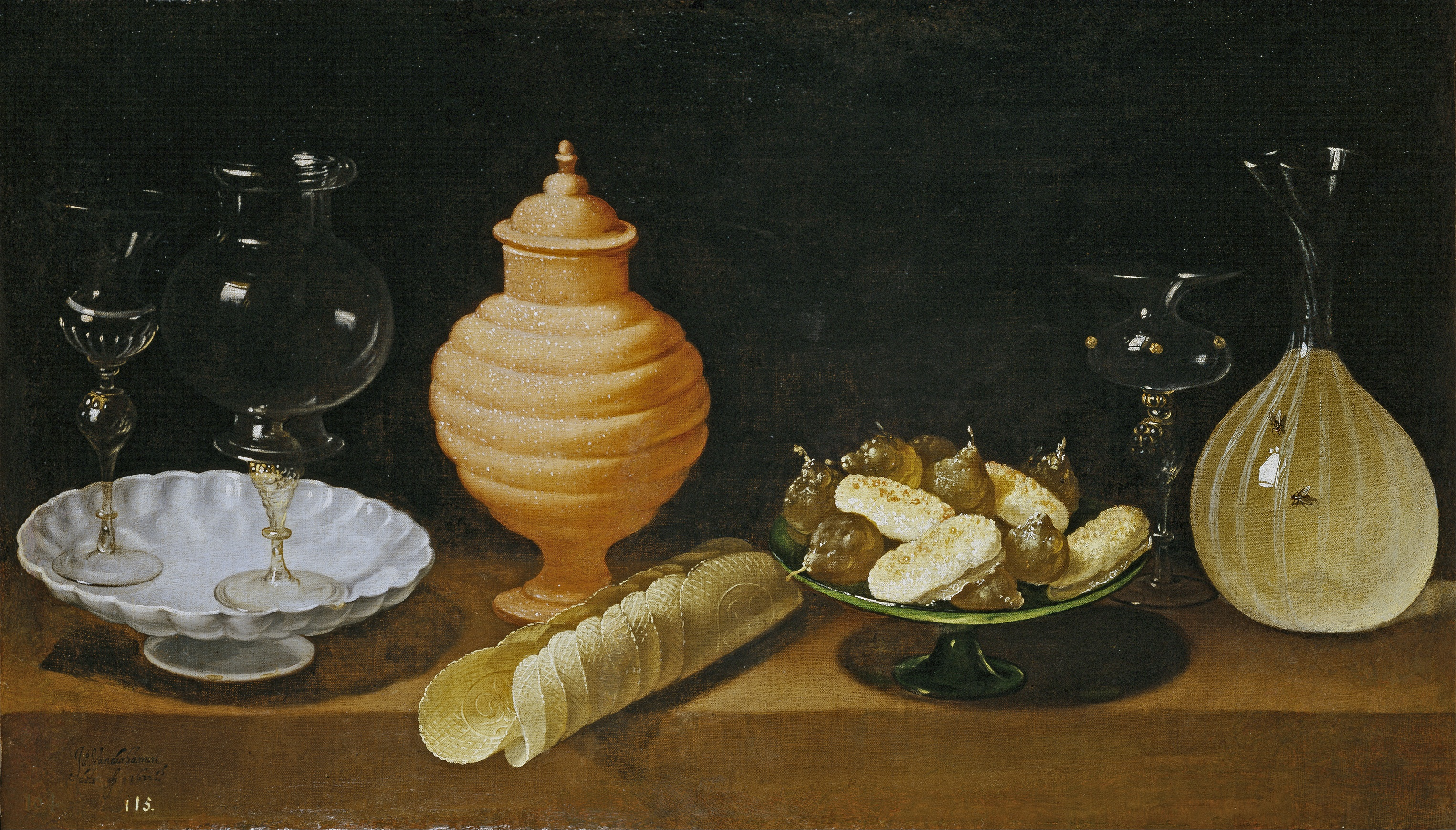
Bodegón de Juan van der Hamen, Museo del Prado. A los dos lados del tarro mielero, dos salvillas: una con copas venecianas y otra con dulces.
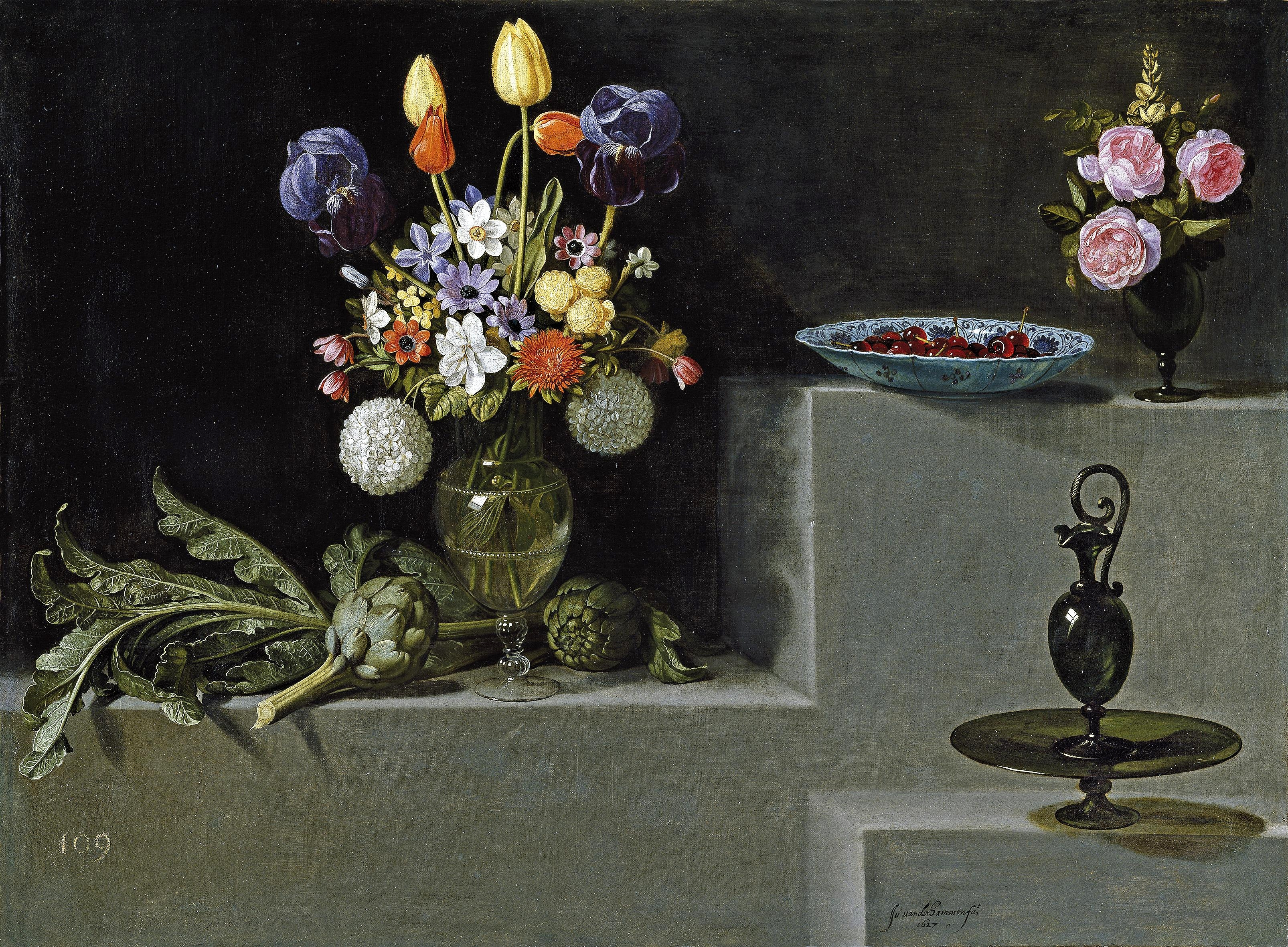
Bodegón de Juan van der Hamen, Museo del Prado. A la derecha, en primer plano, una jarra similar a la enócoe griega sobre una salvilla vidriada.

Recipientes con forma o función de salvilla
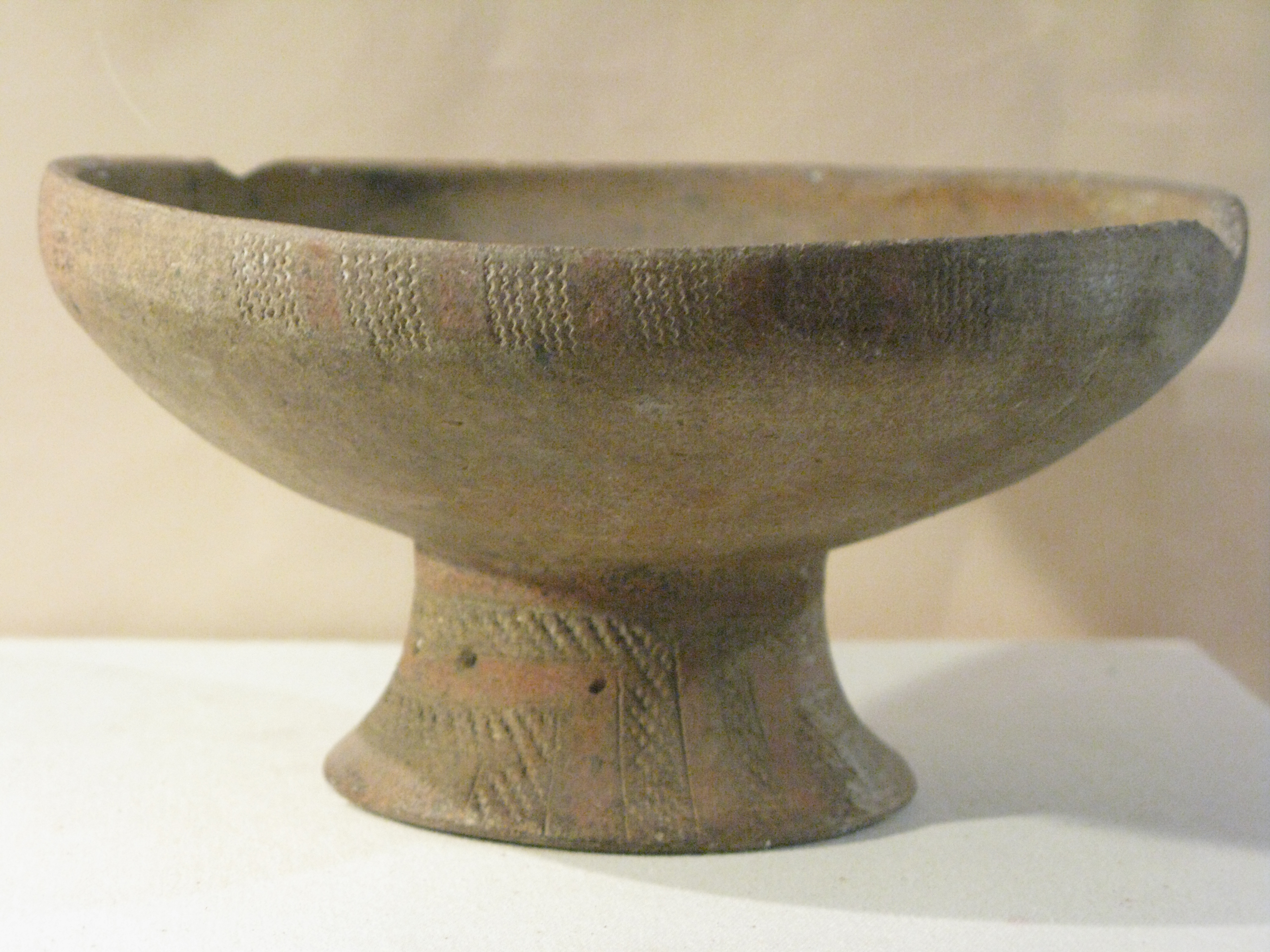
Frutero de cerámica de la Cultura de Sa Huỳnh.[nota 1]
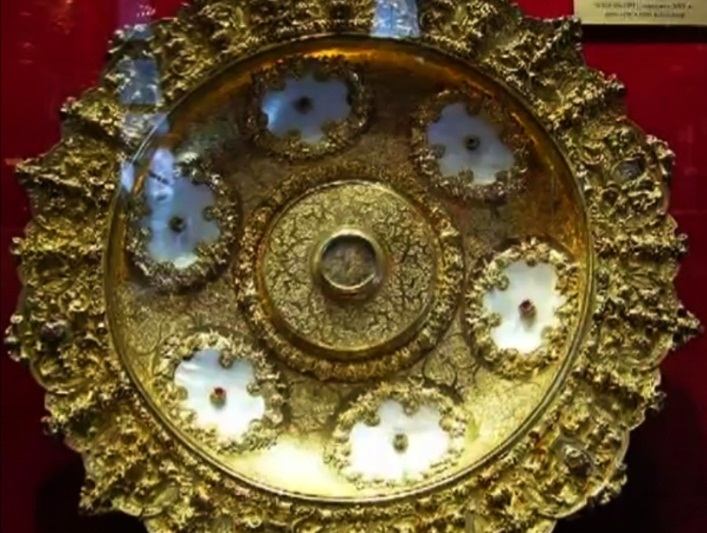
Salvilla enjoyada de madreperlas. En la Armería del Kremlin (Moscú).[nota 2]
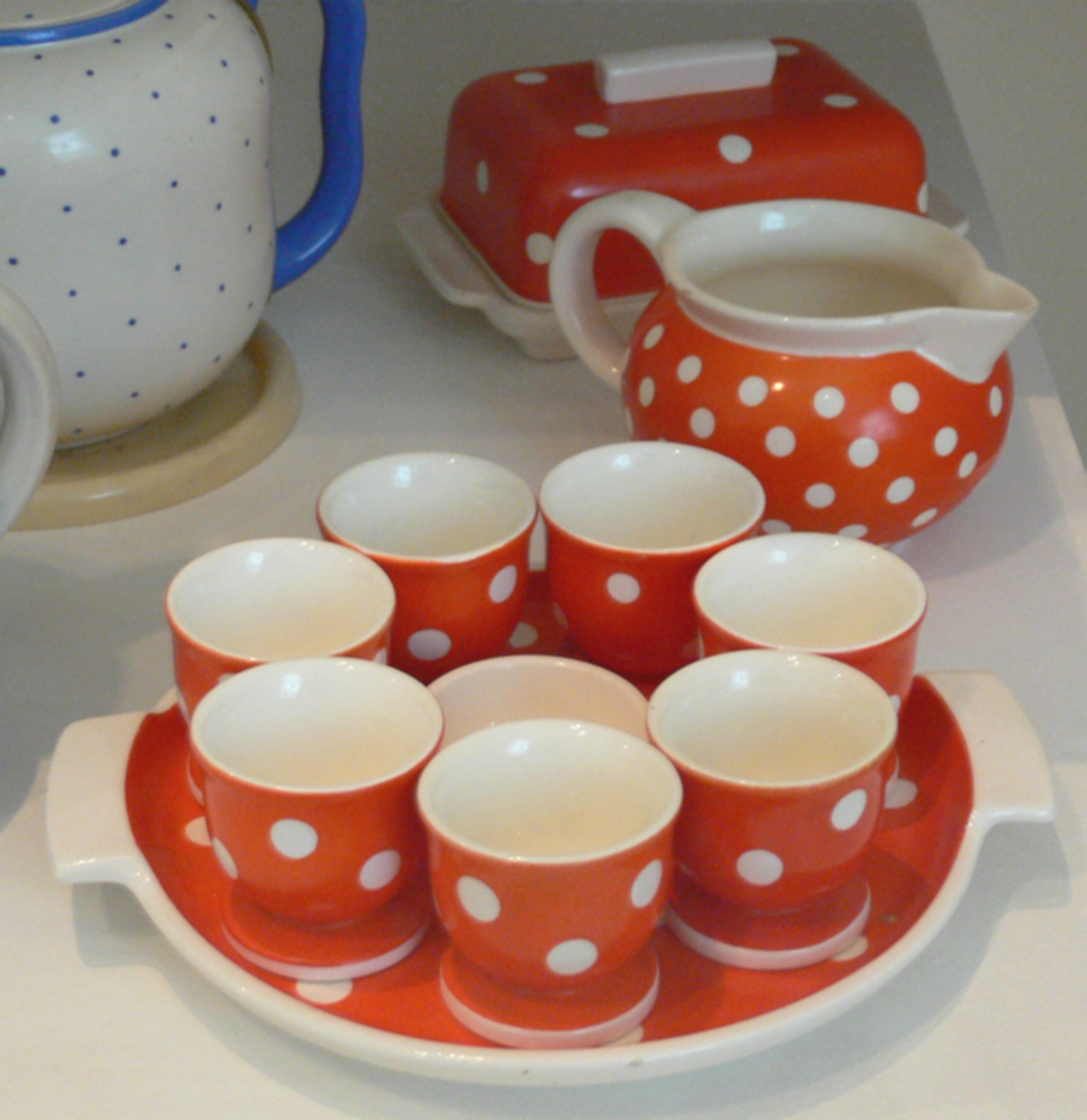
Bandeja de Cerámica Wächtersbach, del estado de Hesse (Alemania), década de 1930.